# 南京大学法学院
南京大学法学院的前身是国立中央大学法学院，是南京大学的社会科学专业学院之一。

## 现况概览

### 专业设置
- 研究生专业
  - 法理学
  - 法律史学
  - 宪法与行政法学
  - 经济法学
  - 国际法学
  - 民商法学
  - 刑法学
  - 诉讼法学

- 法律硕士(JM, Juris Master)专业

- 本科生专业
  - 法学

### 研究机构
- 亚太法研究所
- 犯罪预防研究所
- 住宅政策与不动产法研究中心
- 中德法学研究所

### 其他
中德法学研究所：南京大学中德法学研究所既是法学研究机构，也是法律教学基地。中德法学所招收的硕士、博士研究生，前两年在南大中德所学习，第三年赴德国撰写论文，答辩合格者同时获得南京大学和哥廷根大学法学硕士、博士学位。中德法学所同时招收德国留学生研修中国法学、攻读中德比较法学博士学位。
南京大学的学生社团活动比较活跃，南大学子往往也能有优异的表现，法学院也是如此。南大法学院代表队曾获第三届(全国性第二届)中国“贸仲杯”国际商事模拟仲裁辩论赛冠军，去年获第二届“理律杯”全国模拟法庭竞赛冠军。
出版刊物
- 《南京大学法律评论》
- 《中德法学研究所年刊》

## 历史概要
- 南京大学法学院最早成立于1927年。国民政府定都南京后，江苏法政大学等校并入国立东南大学，改为国立中央大学，成立法学院，为南京大学法学院独立设置之开端。时法学院除法律系外，亦含政治、经济诸系。成立之始，为满足政府与社会对法律人才的需求，注重法律服务与人才培养，为中国最早的屡践型法学院；谢冠生任院长，执教的法学家有周鲠生、王世杰、马洗繁、 童冠贤、钱端升、史尚寬、夏勤、劉克鐫、曾劭勳、于能模、向哲浚、林几等人。往前追溯，1921年南京高師和東南大學时期設立政法經濟系，王伯秋任主任；其時雖有分设政治、法律係之議，但后僅設政治係，合政治與法律學科，國際法學傢周鲠生等人曾任係主任；此前1902年籌辦的三江師範學堂及后兩江師範學堂設有法制經濟課程。
- 1949年，中央大学更名南京大学，1952年，南京大学法学院被撤销，法律系调入华东政法学院，部分教师转至其他院系。1978年中国大陆政治动乱结束后恢复法律专业，1981年恢复法律系。1994年，法律系变更为法学院，设法律学系、经济法学系、国际经济法学系，嗣后取消系的设置。

## 校友
中華民國成立開始之現代中國最初六十餘年間，四分之一的大法官是南京大学法学院的校友。

## 链接
- 南京大学法学院 （页面存档备份，存于）